# メタリフェルホソアカクワガタ
メタリフェルホソアカクワガタ (Cyclommatus metallifer) は、節足動物門昆虫綱甲虫目クワガタムシ科に属するクワガタムシの一種。

## 特徴
ホソアカクワガタ属の他の大型種と同様に、極端な性的二型と、時として体長の半分以上に達する雄個体の長大な大顎が大きな特徴である。このような体型は、細い枝を主な生活場所として餌場や雌を奪い合う本種雄の生活スタイルに向いていると考えられている。スラウェシ島とその周辺の島々の低地に生息し、低温を好む傾向があるホソアカクワガタ属の中では比較的高温への適応力がある。飼育・繁殖が比較的容易なため、愛好家の間に広く普及している。
また、本種を用いた発生学的な研究も行われており、クワガタの大顎発達をもたらす内分泌メカニズムに関する研究や性特異的な大顎発達を制御する遺伝子に関する研究では本種が材料として使われている。

## 亜種
生息する島によって変異がみられ、以下のような亜種に分けられる。
Cyclommatus metallifer aenomicans Parry, 1862
ハルマヘラ島、バチャン島、カシルタ島
生き虫ではハルマヘラ島産のものがよく流通している。カシルタ島の個体は標本で多く流通している。あまり大型にならない。稀に青みがかった個体が見受けられる。
C. m. butonensis  Kim, 2017
ブトン島
体表の光沢や上翅肩部、大顎の形態で基亜種から区別された。
C. m. finae Mizunuma et Nagai, 1991
ペレン島、バンガイ島
この産地の個体群が全亜種中一番大型になり、最大で100mmに達する。上翅に光沢がある。ブルータイプが最も出現しやすい産地でもある。
掛け合わせ実験によると、このペレン島産に見られるブルー光沢を伴う濃紺の体色は、常染色体上の一遺伝子座における二つの対立遺伝子により制御されていると示唆されている。
また生き虫での流通量も多く、大きくなり色彩変異が多く人気の亜種である。
C. m. isogaii Mizunuma et Nagai, 1991
スーラ諸島
生き虫で少数流通している。
C. m. metallifer (Boisduval, 1835)
スラウェシ島
メタリフェルの中では2番目に大きくなる亜種。生き虫の流通はペレン亜種と並び多い。色彩変異に乏しい、但し稀にうっすらと青みがかった個体が見受けられる。
C. m. otanii Mizunuma et Nagai, 1991
モロタイ島
Kim et al. (2017)ではssp. aenomicansに含められた。生き虫で少数流通していた。
C. m. sangirensis Mizunuma et Nagai, 1991
サンギール諸島（タフナ島=サンギヘ島）
強い光沢を放つ亜種。生き虫で少数流通している。

## 生態
本種の野外における学術的な生態観察報告はSuzuki 1996の一例のみである。
昼行性であり雌雄共に低木の新芽を傷つけて吸汁することが知られ、雌雄の交尾は主にこの摂食サイトで行われると予想されている。
典型的なメイトガード行動が観察されている。大型のクワガタにしては珍しく争いを好まない性格。

## 飼育
本種は比較的簡単に飼育できるため、ホソアカクワガタの入門種とされている。一般にホソアカクワガタは高温を嫌うため飼育の際には注意を要するが、本種は概ね25℃程度までの高温への耐性を有する。雌個体は微粒子の発酵マットをケースに硬く詰めたものにも十分産卵するが、産卵材を使用する場合は手で簡単にほぐれる程度にまで腐食の進んだものを使うとよい。幼虫も丈夫なので羽化させることは難しくないが、雌雄各々の幼虫が羽化までに要する期間が異なるので、累代飼育のためには羽化のタイミングのずれに注意を要する。♀が大抵早く羽化して♂がそれに間に合わないことが良くあるパターンだが、これを避けるために♂幼虫を高温飼育することで早めに羽化させ羽化時期をあわせる方法や、雌雄の幼虫を同一容器または各々の入った容器を接触させた状態で飼育する方法などが知られている。後者の方法は、幼虫が互いに微弱な振動を起こしたり感じ取ったりすることで互いの位置・性別・生育段階等を把握しているという説に基づく。

## 画像

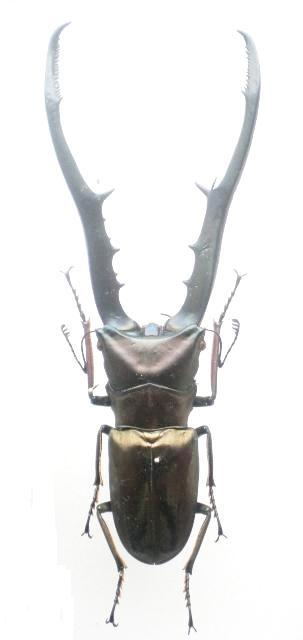
ペレン島産
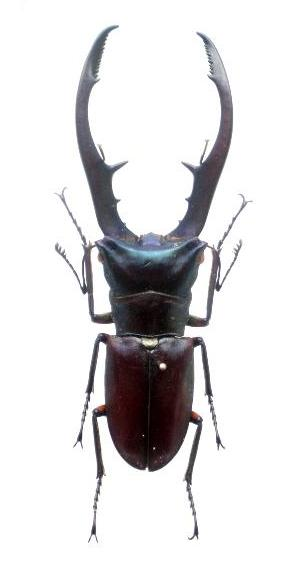
カシルタ島産
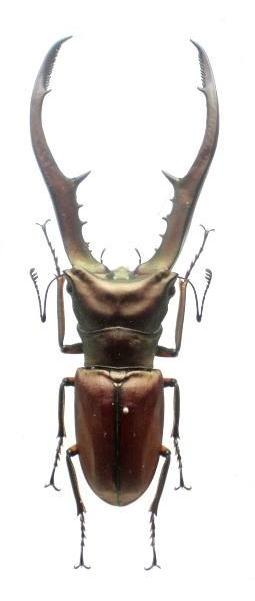
スラウェシ島産